# Столітня верба
Столітня верба — ботанічна пам'ятка природи місцевого значення в Україні. Розташована в межах Дубенського району Рівненської області, в селі Набережне.
Площа 0,35 га. Статус надано згідно з рішенням Рівненської обласної ради від 16.02.2024 року №869. Перебуває у віданні Боремельської сільської ради. 
Статус надано з метою збереження екземпляра верби білої. Її вік визначають в межах 90-100 років. Висота дерева — приблизно 20 м, крона сягає 30 м у діаметрі. Верби таких розмірів і такого віку в районі Хрінницького водосховища на сьогодні не описані. У 1960 році, поблизу верби, знімали сцени з фільму "Сліпий музикант". Зняте на кіноплівку дерево вже тоді мало досить великий розмір, а її вік становив декілька десятків років. Фіксація дерева у кадрі фільму підкреслює його культурну та історичну цінність.